# IIHF Continental Cup 2022/23
Der IIHF Continental Cup 2022/23 war die 25. Austragung des von der Internationalen Eishockey-Föderation IIHF ausgetragenen Wettbewerbs. Das Turnier begann am 23. September 2022 und endete mit dem Superfinale vom 13. bis 15. Januar 2023. Insgesamt sollten 20 Mannschaften aus ebenso vielen europäischen Ländern in insgesamt sieben Turnieren teilnehmen. Der kasachische Meister HK Saryarka Karaganda zog seine Teilnahme jedoch zurück.

## Modus
- Der Sieger des Continental Cups erhält ein Startrecht für die Champions Hockey League (CHL) der folgenden Spielzeit
- Kein Teilnehmer ist automatisch für das Finalturnier qualifiziert, d. h. alle Mannschaften müssen sich über Qualifikationsturniere der verschiedenen Runden für das Super-Finale qualifizieren
- Mannschaften aus den Ländern der Gründungsligen der CHL (Schweden, Finnland, Tschechien, Schweiz, Deutschland, Österreich) dürfen nicht am Continental Cup teilnehmen

## Turnierübersicht und Teilnehmer
| Runde        | Datum                                   | Gruppe   | Austragungsort     | Teilnehmer                                                           | Zuschauer | Zuschauer |
| Runde        | Datum                                   | Gruppe   | Austragungsort     | Teilnehmer                                                           | Gesamt    | Schnitt   |
| ------------ | --------------------------------------- | -------- | ------------------ | -------------------------------------------------------------------- | --------- | --------- |
| Erste Runde  | 23. September 2022 – 25. September 2022 | Gruppe A | Sofia, Bulgarien   | KHL Sisak Tartu Kalev-Välk Skautafélag Akureyrar NSA Sofia           | 965       | 161       |
| Erste Runde  | 23. September 2022 – 25. September 2022 | Gruppe B | Istanbul, Türkei   | Buzadam Istanbul Bulldogs de Liège Hockey Punks Vilnius FC Barcelona | 938       | 156       |
| Zweite Runde | 14. Oktober 2022 – 16. Oktober 2022     | Gruppe C | Angers, Frankreich | Ducs d’Angers HSC Csíkszereda Ferencvárosi TC Budapest KHL Sisak     | 9.059     | 1.510     |
| Zweite Runde | 14. Oktober 2022 – 16. Oktober 2022     | Gruppe D | Asiago, Italien    | Asiago Hockey HDD Jesenice Buzadam Istanbul HK Vojvodina Novi Sad    | 2.698     | 450       |
| Dritte Runde | 18. November 2022 – 20. November 2022   | Gruppe E | Cardiff, Wales     | Cardiff Devils Ducs d’Angers HDD Jesenice HK Zemgale                 | 8.065     | 1.344     |
| Dritte Runde | 18. November 2022 – 20. November 2022   | Gruppe F | Nitra, Slowakei    | HK Nitra Asiago Hockey Unia Oświęcim HK Krementschuk                 | 6.091     | 1.015     |
| Finale       | 13. Januar 2023 – 15. Januar 2023       | Finale   | Angers, Frankreich | HK Nitra Ducs d’Angers Cardiff Devils Asiago Hockey                  | 13.574    | 2.262     |

## Erste Runde

### Gruppe A
Die Spiele der Gruppe A fanden vom 23. bis 25. September 2022 im bulgarischen Sofia statt. Gespielt wurde im Winter Sports Palace. Der Sieger der Gruppe A qualifiziert sich für die zweite Runde. Dort trifft er in der Gruppe C auf bereits für die zweite Runde gesetzte Mannschaften.
| 23. September 2022 16:00 Uhr (Ortszeit) | Tartu Kalev-Välk | 2:7 (0:2, 0:2, 2:3) Spielbericht | KHL Sisak | Winter Sports Palace, Sofia Zuschauer: 180 |

| 23. September 2022 19:30 Uhr | Skautafélag Akureyrar | 6:5 n. V. (1:1, 2:2, 2:2, 0:0, 1:0) Spielbericht | NSA Sofia | Winter Sports Palace, Sofia Zuschauer: 250 |

| 24. September 2022 16:00 Uhr | Skautafélag Akureyrar | 2:6 (0:2, 0:2, 1:2) Spielbericht | KHL Sisak | Winter Sports Palace, Sofia Zuschauer: 65 |

| 24. September 2022 19:30 Uhr | NSA Sofia | 3:12 (1:2, 1:5, 1:5) Spielbericht | Tartu Kalev-Välk | Winter Sports Palace, Sofia Zuschauer: 260 |

| 25. September 2022 16:00 Uhr | KHL Sisak | 9:6 (4:1, 3:2, 2:3) Spielbericht | NSA Sofia | Winter Sports Palace, Sofia Zuschauer: 150 |

| 25. September 2022 19:30 Uhr | Tartu Kalev-Välk | 8:0 (1:0, 2:0, 5:0) Spielbericht | Skautafélag Akureyrar | Winter Sports Palace, Sofia Zuschauer: 60 |

| Pl. |                       | Sp | S | OTS | OTN | N | Tore  | Punkte |
| 1.  | KHL Sisak             | 3  | 3 | 0   | 0   | 0 | 22:10 | 9      |
| 2.  | Tartu Kalev-Välk      | 3  | 2 | 0   | 0   | 1 | 22:10 | 6      |
| 3.  | Skautafélag Akureyrar | 3  | 0 | 1   | 0   | 2 | 08:19 | 2      |
| 4.  | NSA Sofia             | 3  | 0 | 0   | 1   | 2 | 14:27 | 1      |

Abkürzungen: Pl. = Platz, Sp = Spiele, S = Siege, OTS = Siege nach Verlängerung (Overtime) oder Penaltyschießen, OTN = Niederlagen nach Verlängerung oder Penaltyschießen, N = Niederlagen

Erläuterungen: Qualifikation für die zweite Runde

### Gruppe B
Die Spiele der Gruppe B fanden vom 23. bis 25. September 2022 im türkischen Istanbul statt. Gespielt wurde im Zeytinburnu Ice Rink. Der Sieger der Gruppe B qualifiziert sich für die zweite Runde. Dort trifft er in der Gruppe D auf bereits für die zweite Runde gesetzte Mannschaften.
| 23. September 2022 17:00 Uhr (Ortszeit) | FC Barcelona | 0:7 (0:3, 0:1, 0:3) Spielbericht | Bulldogs de Liège | Zeytinburnu Ice Rink, Istanbul Zuschauer: 50 |

| 23. September 2022 20:30 Uhr | Buzadam Istanbul | 6:0 (2:0, 3:0, 1:0) Spielbericht | Hockey Punks Vilnius | Zeytinburnu Ice Rink, Istanbul Zuschauer: 154 |

| 24. September 2022 17:00 Uhr | FC Barcelona | 3:6 (1:2, 0:2, 2:2) Spielbericht | Hockey Punks Vilnius | Zeytinburnu Ice Rink, Istanbul Zuschauer: 52 |

| 24. September 2022 20:30 Uhr | Bulldogs de Liège | 1:4 (0:1, 0:1, 1:2) Spielbericht | Buzadam Istanbul | Zeytinburnu Ice Rink, Istanbul Zuschauer: 321 |

| 25. September 2022 17:00 Uhr | Buzadam Istanbul | 9:4 (2:2, 3:0, 4:2) Spielbericht | FC Barcelona | Zeytinburnu Ice Rink, Istanbul Zuschauer: 308 |

| 25. September 2022 20:30 Uhr | Hockey Punks Vilnius | 0:5 (0:1, 0:1, 0:2) Spielbericht | Bulldogs de Liège | Zeytinburnu Ice Rink, Istanbul Zuschauer: 53 |

| Pl. |                      | Sp | S | OTS | OTN | N | Tore  | Punkte |
| 1.  | Buzadam Istanbul     | 3  | 3 | 0   | 0   | 0 | 19:5  | 9      |
| 2.  | Bulldogs de Liège    | 3  | 2 | 0   | 0   | 1 | 13:4  | 6      |
| 3.  | Hockey Punks Vilnius | 3  | 1 | 0   | 0   | 2 | 06:14 | 3      |
| 4.  | FC Barcelona         | 3  | 0 | 0   | 0   | 3 | 07:22 | 0      |

Abkürzungen: Pl. = Platz, Sp = Spiele, S = Siege, OTS = Siege nach Verlängerung (Overtime) oder Penaltyschießen, OTN = Niederlagen nach Verlängerung oder Penaltyschießen, N = Niederlagen

Erläuterungen: Qualifikation für die zweite Runde

## Zweite Runde
Die zweite Runde des Continental Cups wurde vom 14. bis 16. Oktober 2022 in zwei Gruppen ausgespielt. Die Spielorte waren der IceParc im französischen Angers sowie das Pala Hodegart im italienischen Asiago.
Vorgesehen war, dass nur die Erstplatzierten der beiden Gruppen die dritte Runde erreichen und dort auf die für die dritte Runde gesetzten Mannschaften treffen. Aufgrund des Rückzugs des kasachischen Vertreters HK Saryarka Karaganda qualifizierte sich jedoch auch der bessere der beiden Gruppenzweiten für die nächste Turnierphase.

### Gruppe C
| 14. Oktober 2022 16:30 Uhr (Ortszeit) | HSC Csíkszereda | 5:0 (2:0, 0:0, 3:0) Spielbericht | KHL Sisak | IceParc, Angers Zuschauer: 231 |

| 14. Oktober 2022 20:00 Uhr | Ducs d’Angers | 8:5 (2:0, 4:2, 2:3) Spielbericht | Ferencvárosi TC Budapest | IceParc, Angers Zuschauer: 2271 |

| 15. Oktober 2022 16:30 Uhr | HSC Csíkszereda | 5:2 (1:1, 1:0, 3:1) Spielbericht | Ferencvárosi TC Budapest | IceParc, Angers Zuschauer: 310 |

| 15. Oktober 2022 20:00 Uhr | KHL Sisak | 0:12 (0:0, 0:5, 0:7) Spielbericht | Ducs d’Angers | IceParc, Angers Zuschauer: 2730 |

| 16. Oktober 2022 14:00 Uhr | Ferencvárosi TC Budapest | 10:2 (2:2, 5:0, 3:0) Spielbericht | KHL Sisak | IceParc, Angers Zuschauer: 267 |

| 16. Oktober 2022 17:30 Uhr | Ducs d’Angers | 4:1 (1:0, 2:1, 1:0) Spielbericht | HSC Csíkszereda | IceParc, Angers Zuschauer: 3250 |

| Pl. |                          | Sp | S | OTS | OTN | N | Tore   | Punkte |
| 1.  | Ducs d’Angers            | 3  | 3 | 0   | 0   | 0 | 24:60  | 9      |
| 2.  | HSC Csíkszereda          | 3  | 2 | 0   | 0   | 1 | 11:60  | 6      |
| 3.  | Ferencvárosi TC Budapest | 3  | 1 | 0   | 0   | 2 | 17:150 | 3      |
| 4.  | KHL Sisak                | 3  | 0 | 0   | 0   | 3 | 2:27   | 0      |

Abkürzungen: Pl. = Platz, Sp = Spiele, S = Siege, OTS = Siege nach Verlängerung (Overtime) oder Penaltyschießen, OTN = Niederlagen nach Verlängerung oder Penaltyschießen, N = Niederlagen

Erläuterungen: Qualifikation für die dritte Runde

### Gruppe D
| 14. Oktober 2022 16:30 Uhr (Ortszeit) | HDD Jesenice | 5:1 (1:0, 2:0, 2:1) Spielbericht | Buzadam Istanbul | Pala Hodegart, Asiago Zuschauer: 100 |

| 14. Oktober 2022 20:30 Uhr | HK Vojvodina Novi Sad | 1:14 (0:2, 1:7, 0:5) Spielbericht | Asiago Hockey | Pala Hodegart, Asiago Zuschauer: 600 |

| 15. Oktober 2022 16:30 Uhr | HK Vojvodina Novi Sad | 1:7 (1:1, 0:3, 0:3) Spielbericht | HDD Jesenice | Pala Hodegart, Asiago Zuschauer: 163 |

| 15. Oktober 2022 20:30 Uhr | Buzadam Istanbul | 2:9 (1:2, 0:4, 1:3) Spielbericht | Asiago Hockey | Pala Hodegart, Asiago Zuschauer: 700 |

| 16. Oktober 2022 16:30 Uhr | Buzadam Istanbul | 6:1 (4:0, 2:0, 0:1) Spielbericht | HK Vojvodina Novi Sad | Pala Hodegart, Asiago Zuschauer: 135 |

| 16. Oktober 2022 20:30 Uhr | Asiago Hockey | 5:2 (2:1, 2:0, 1:1) Spielbericht | HDD Jesenice | Pala Hodegart, Asiago Zuschauer: 1.000 |

| Pl. |                       | Sp | S | OTS | OTN | N | Tore  | Punkte |
| 1.  | Asiago Hockey         | 3  | 3 | 0   | 0   | 0 | 28:50 | 9      |
| 2.  | HDD Jesenice          | 3  | 2 | 0   | 0   | 1 | 14:70 | 6      |
| 3.  | Buzadam Istanbul      | 3  | 1 | 0   | 0   | 2 | 09:15 | 3      |
| 4.  | HK Vojvodina Novi Sad | 3  | 0 | 0   | 0   | 3 | 03:27 | 0      |

Abkürzungen: Pl. = Platz, Sp = Spiele, S = Siege, OTS = Siege nach Verlängerung (Overtime) oder Penaltyschießen, OTN = Niederlagen nach Verlängerung oder Penaltyschießen, N = Niederlagen

Erläuterungen: Qualifikation für die dritte Runde

## Dritte Runde
Die dritte Runde des Continental Cups wurde vom 18. bis 20. November 2022 in zwei Gruppen ausgespielt. Die Spielorte waren die Ice Arena Wales im walisischen Cardiff sowie die Tipsport Arena im slowakischen Nitra.
Die jeweils zwei Erstplatzierten der beiden Gruppen erreichten die Finalrunde.

### Gruppe E
| 18. November 2022 16:00 Uhr (Ortszeit) | HK Zemgale | 2:3 n. V. (0:0, 1:0, 1:2, 0:1) Spielbericht | HDD Jesenice | Ice Arena Wales, Cardiff Zuschauer: 546 |

| 18. November 2022 19:30 Uhr | Cardiff Devils | 3:1 (0:0, 2:1, 1:0) Spielbericht | Ducs d’Angers | Ice Arena Wales, Cardiff Zuschauer: 1.871 |

| 19. November 2022 15:30 Uhr | HK Zemgale | 0:2 (0:0, 0:1, 0:1) Spielbericht | Ducs d’Angers | Ice Arena Wales, Cardiff Zuschauer: 350 |

| 19. November 2022 19:00 Uhr | HDD Jesenice | 0:3 (0:1, 0:1, 0:1) Spielbericht | Cardiff Devils | Ice Arena Wales, Cardiff Zuschauer: 2.014 |

| 20. November 2022 15:30 Uhr | Ducs d’Angers | 4:1 (2:0, 1:1, 1:0) Spielbericht | HDD Jesenice | Ice Arena Wales, Cardiff Zuschauer: 1.276 |

| 20. November 2022 19:00 Uhr | Cardiff Devils | 5:2 (3:1, 1:0, 1:1) Spielbericht | HK Zemgale | Ice Arena Wales, Cardiff Zuschauer: 2.008 |

| Pl. |                | Sp | S | OTS | OTN | N | Tore  | Punkte |
| 1.  | Cardiff Devils | 3  | 3 | 0   | 0   | 0 | 11:30 | 9      |
| 2.  | Ducs d’Angers  | 3  | 2 | 0   | 0   | 1 | 07:40 | 6      |
| 3.  | HDD Jesenice   | 3  | 0 | 1   | 0   | 2 | 4:9   | 2      |
| 4.  | HK Zemgale     | 3  | 0 | 0   | 1   | 2 | 04:10 | 1      |

Abkürzungen: Pl. = Platz, Sp = Spiele, S = Siege, OTS = Siege nach Verlängerung (Overtime) oder Penaltyschießen, OTN = Niederlagen nach Verlängerung oder Penaltyschießen, N = Niederlagen

Erläuterungen: Qualifikation für das Super Final

### Gruppe F
| 18. November 2022 14:30 Uhr (Ortszeit) | Unia Oświęcim | 4:2 (0:1, 1:0, 3:1) Spielbericht | HK Krementschuk | Tipsport Arena, Nitra Zuschauer: 545 |

| 18. November 2022 18:00 Uhr | HK Nitra | 5:2 (3:0, 1:2, 1:0) Spielbericht | Asiago Hockey | Tipsport Arena, Nitra Zuschauer: 1.579 |

| 19. November 2022 14:30 Uhr | Asiago Hockey | 4:3 (1:1, 2:0, 1:2) Spielbericht | Unia Oświęcim | Tipsport Arena, Nitra Zuschauer: 440 |

| 19. November 2022 18:00 Uhr | HK Nitra | 7:3 (2:1, 1:1, 4:1) Spielbericht | HK Krementschuk | Tipsport Arena, Nitra Zuschauer: 1.690 |

| 20. November 2022 14:30 Uhr | HK Krementschuk | 0:5 (0:2, 0:2, 0:1) Spielbericht | Asiago Hockey | Tipsport Arena, Nitra |

| 20. November 2022 18:00 Uhr | Unia Oświęcim | 1:2 (0:0, 1:1, 0:1) Spielbericht | HK Nitra | Tipsport Arena, Nitra Zuschauer: 1.837 |

| Pl. |                 | Sp | S | OTS | OTN | N | Tore  | Punkte |
| 1.  | HK Nitra        | 3  | 3 | 0   | 0   | 0 | 14:60 | 9      |
| 2.  | Asiago Hockey   | 3  | 2 | 0   | 0   | 1 | 11:80 | 6      |
| 3.  | Unia Oświęcim   | 3  | 1 | 0   | 0   | 2 | 08:80 | 3      |
| 4.  | HK Krementschuk | 3  | 0 | 0   | 0   | 3 | 05:16 | 0      |

Abkürzungen: Pl. = Platz, Sp = Spiele, S = Siege, OTS = Siege nach Verlängerung (Overtime) oder Penaltyschießen, OTN = Niederlagen nach Verlängerung oder Penaltyschießen, N = Niederlagen

Erläuterungen: Qualifikation für das Super Final

## Super Final
Das Finale der besten vier Mannschaften fand vom 13. bis 15. Januar 2023 im französischen Angers statt. Der Austragungsort war der IceParc, welcher 3.586 Zuschauer fasst.

### Gruppe G
| 13. Januar 2023 16:30 Uhr (Ortszeit) | HK Nitra | 5:3 (2:0, 2:1, 1:2) Spielbericht | Asiago Hockey | IceParc, Angers Zuschauer: 808 |

| 13. Januar 2023 20:00 Uhr | Cardiff Devils | 1:2 n. P. (0:1, 0:0, 1:0, 0:0, 0:1) Spielbericht | Ducs d’Angers | IceParc, Angers Zuschauer: 3.586 |

| 14. Januar 2023 16:30 Uhr | Cardiff Devils | 7:1 (3:0, 1:1, 3:0) Spielbericht | Asiago Hockey | IceParc, Angers Zuschauer: 913 |

| 14. Januar 2023 20:10 Uhr | Ducs d’Angers | 2:3 n. P. (0:0, 0:1, 2:1, 0:0, 0:1) Spielbericht | HK Nitra | IceParc, Angers Zuschauer: 3.586 |

| 15. Januar 2023 14:00 Uhr | HK Nitra | 3:2 (3:0, 0:1, 0:1) Spielbericht | Cardiff Devils | IceParc, Angers Zuschauer: 1.095 |

| 15. Januar 2023 17:30 Uhr | Asiago Hockey | 3:2 n. V. (2:0, 0:2, 0:0, 1:0) Spielbericht | Ducs d’Angers | IceParc, Angers Zuschauer: 3.586 |

| Pl. |                | Sp | S | OTS | OTN | N | Tore  | Punkte |
| 1.  | HK Nitra       | 3  | 2 | 1   | 0   | 0 | 11:7  | 8      |
| 2.  | Ducs d’Angers  | 3  | 0 | 1   | 2   | 0 | 06:7  | 4      |
| 3.  | Cardiff Devils | 3  | 1 | 0   | 1   | 1 | 10:6  | 4      |
| 4.  | Asiago Hockey  | 3  | 0 | 1   | 0   | 2 | 07:14 | 2      |

Abkürzungen: Pl. = Platz, Sp = Spiele, S = Siege, OTS = Siege nach Verlängerung (Overtime) oder Penaltyschießen, OTN = Niederlagen nach Verlängerung oder Penaltyschießen, N = Niederlagen

### Auszeichnungen
| Auszeichnung       | Spieler      | Team           |
| ------------------ | ------------ | -------------- |
| Bester Torhüter    | Evan Cowley  | Ducs d’Angers  |
| Bester Verteidiger | Luke Green   | HK Nitra       |
| Bester Stürmer     | Cole Sanford | Cardiff Devils |

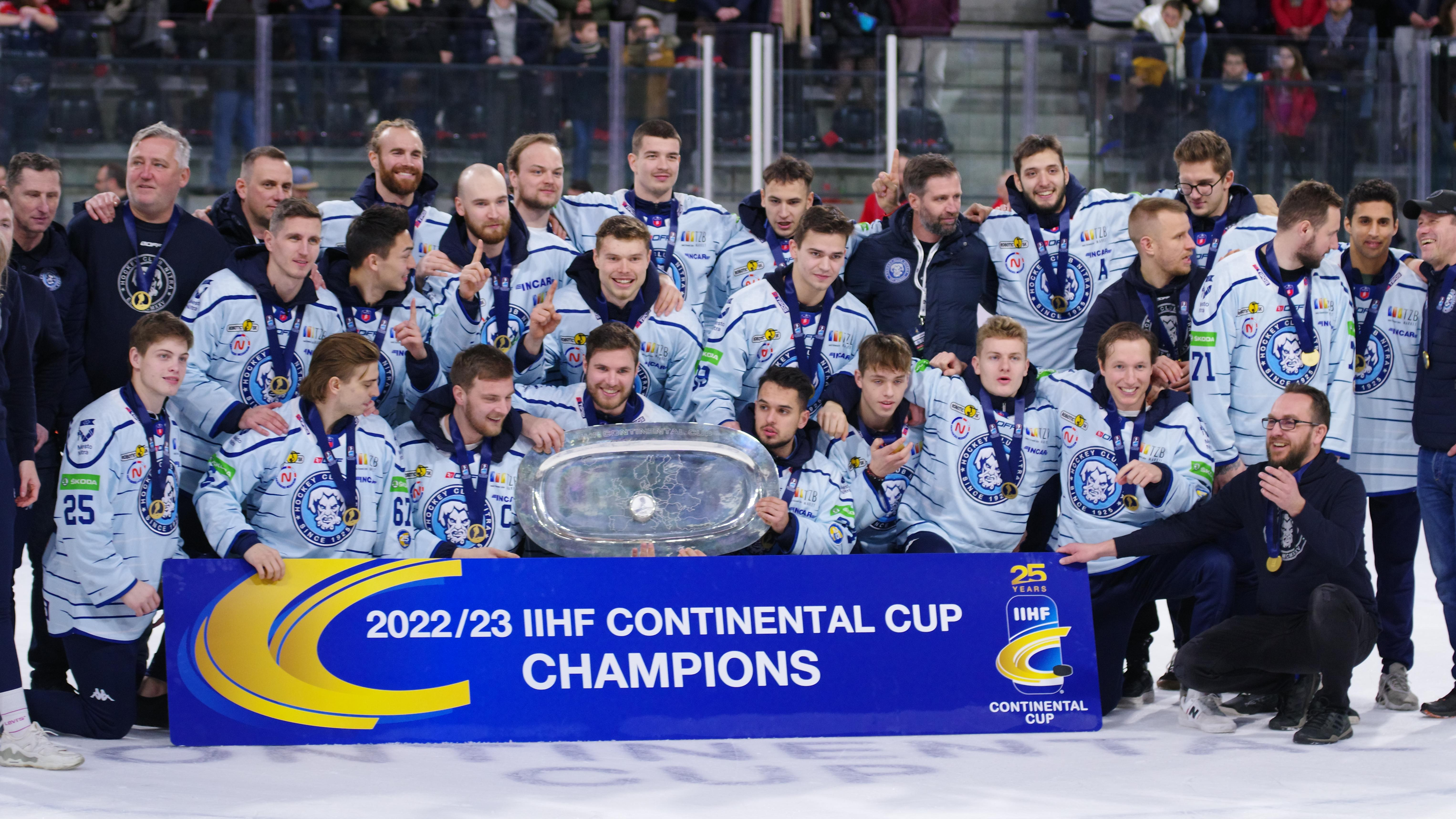
Meisterkader des HK Nitra

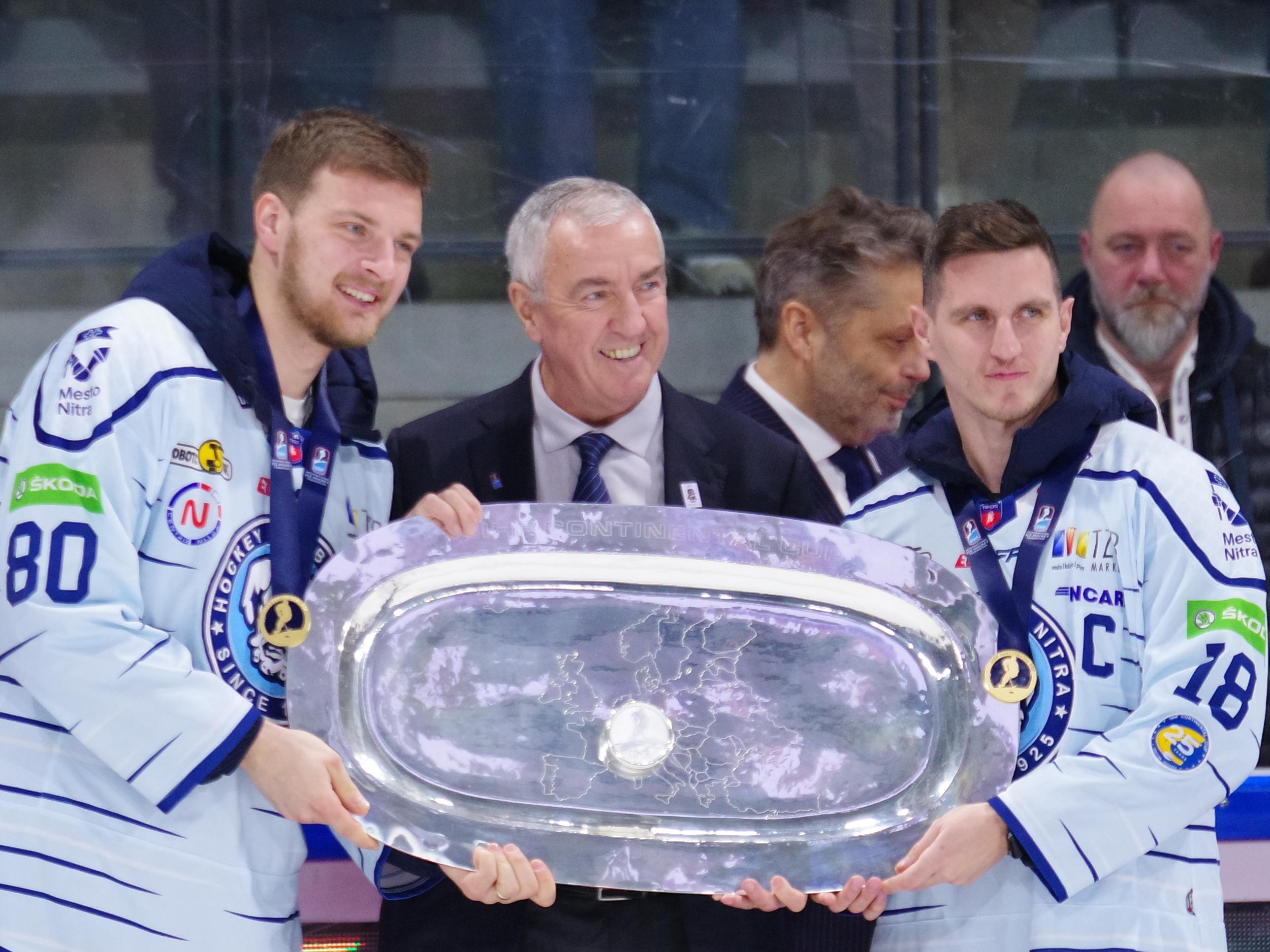
Übergabe der Meisterschale durch Luc Tardif

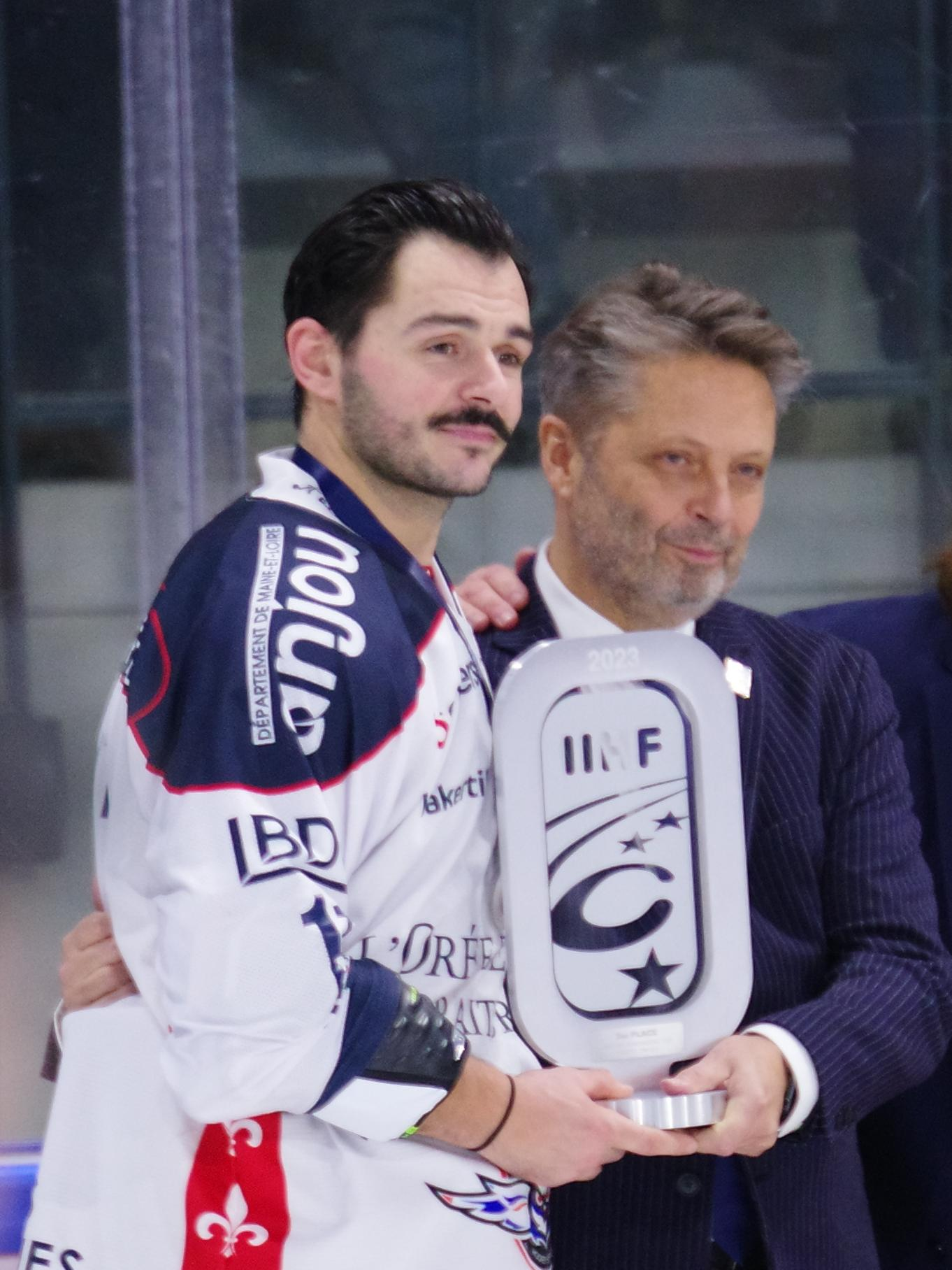
Die Ducs d’Angers gewannen die Silbermedaille

Die Auszeichnungen im Rahmen des Finalturniers erhielten Torwart Evan Cowley von den Ducs d’Angers, der Verteidiger Luke Green in Diensten HK Nitra und der Stürmer Cole Sanford, der bei den Cardiff Devils unter Vertrag stand.

### Beste Scorer
Die Krone des Topscorers sicherte sich Allan McShane von Asiago Hockey mit fünf Scorerpunkten.  Die meisten Vorlagen gaben Luke Green (Nitra) und Blake Thompson (Cardiff), die jeweils vier Tore auflegten.
Abkürzungen: Sp = Spiele, T = Tore, V = Assists, Pkt = Punkte, +/− = Plus/Minus, SM = Strafminuten; Fett: Turnierbestwert
| Spieler              | Mannschaft | Sp | T | V | Pkt | SM | +/− |
| -------------------- | ---------- | -- | - | - | --- | -- | --- |
| Allan McShane        | Asiago     | 3  | 2 | 3 | 5   | 2  | +1  |
| Jonathan Charbonneau | Angers     | 3  | 2 | 2 | 4   | 0  | +1  |
| Luke Green           | Nitra      | 3  | 0 | 4 | 4   | 0  | +4  |
| Filip Krivošík       | Nitra      | 3  | 2 | 2 | 4   | 2  | +1  |
| Blake Thompson       | Cardiff    | 3  | 0 | 4 | 4   | 2  | +2  |
| Joshua Waller        | Cardiff    | 3  | 2 | 2 | 4   | 4  | +4  |
| Giordano Finoro      | Asiago     | 3  | 2 | 1 | 3   | 0  | +1  |
| Brodie Reid          | Cardiff    | 3  | 2 | 1 | 3   | 0  | −1  |
| Cole Sanford         | Cardiff    | 3  | 2 | 1 | 3   | 2  | +5  |
| Nicholas Saracino    | Asiago     | 3  | 2 | 1 | 3   | 2  | −2  |
| Josh Brittain        | Cardiff    | 3  | 1 | 1 | 2   | 4  | +3  |
| Trevor Cox           | Cardiff    | 3  | 2 | 0 | 2   | 0  | +3  |
| Stefan Fournier      | Cardiff    | 3  | 1 | 1 | 2   | 0  | +3  |

### Beste Torhüter
Die beste Fangquote unter den Torhütern wies Evan Cowley auf, der 95,08 Prozent der Schüsse auf sein Tor parierte.
Abkürzungen: Sp = Spiele, Min = Eiszeit (in Minuten), GT = Gegentore, SO = Shutouts, Sv% = gehaltene Schüsse (in %), GTS = Gegentorschnitt; Fett: Turnierbestwert
| Spieler          | Mannschaft | Sp | Min    | SaT | GT | GTS  | SVS | Sv%   | SO |
| ---------------- | ---------- | -- | ------ | --- | -- | ---- | --- | ----- | -- |
| Evan Cowley      | Angers     | 3  | 190:15 | 122 | 6  | 1,89 | 116 | 95,08 | 0  |
| Taran Kozun      | Cardiff    | 2  | 118:40 | 65  | 4  | 2,02 | 61  | 93,85 | 0  |
| Matthew O’Connor | Nitra      | 2  | 125:00 | 69  | 5  | 2,40 | 64  | 92,75 | 0  |
| Justin Fazio     | Asiago     | 3  | 179:36 | 105 | 13 | 4,34 | 92  | 87,62 | 0  |

### IIHF-Continental-Cup-Sieger
| IIHF-Continental-Cup-Sieger HK Nitra | Torhüter: David Honzik, Libor Kasik, Matthew O’Connor Verteidiger: Martin Bodak, Cody Donaghey, Macoy Erkamps, Oliver Fatul, Frantisek Gajdos, Luke Green, Branislav Mezei, Miroslav Pupák, Ivan Švarný, Martin Vitaloš Stürmer: Jozef Baláž, Filips Buncis, Sebastian Cederle, Michael Drábek, Reid Duke, Jake Elmer, Sahir Gill, Tomáš Hrnka, Phil Knies, Filip Krivošík, Jakub Lacka, Ondrej Molnár, Brad Morrison, Oleksii Myklukha, Juraj Pekarcik, Samuel Solensky, Adam Sýkora, Marek Tvrdoň Cheftrainer: Antonín Stavjaňa Assistenztrainer: Dušan Milo |